# Pečovská Nová Ves
Pečovská Nová Ves je obec na Slovensku v okrese Sabinov. V obci žije přibližně 2 900 obyvatel. První písemná zmínka o obci pochází z roku 1248. Leží v údolí řeky Torysy a potoka Ľutinky v nadmořské výšce 345 m. Patří do regionu Šariš.

## Doprava
Obcí prochází státní silnice č. 68 a na okraji obce je železniční zastávka.